# 711
711 (DCCXI) je bilo navadno leto, ki se je po julijanskem koledarju začelo na četrtek.

## Dogodki
- Bitka pri Guadaleti
- Omajadski kalif Al Valid I. ustanovi na Iberskem polotoku provinco Al Andaluz (ukinjena 1492)

- 1. januar

## Smrti
- 4. november - Justinijan II., bizantinski cesar (* 669)